# Dragor
Dragor (maced. Драгор) – rzeka w południowo-zachodniej Macedonii Północnej Wardarskiej. Długość - 32 km. Wypływa pod szczytem Pelister w górach Baba, płynie na wschód, przecina miasto Bitola i w kotlinie Pelagonija koło wsi Nowaci uchodzi do Crnej Reki jako jej prawy dopływ.